# Sonterswil
Sonterswil ist eine Ortschaft der Gemeinde Wäldi im Bezirk Kreuzlingen des Kantons Thurgau in der Schweiz.
Von 1803 bis 1994 war Sonterswil eine Ortsgemeinde der ehemaligen Munizipalgemeinde Wäldi. Am 1. Januar 1995 fusionierten die Ortsgemeinden Sonterswil, Engwilen, Lipperswil und Wäldi zur politischen Gemeinde Wäldi.

## Geographie
Das Dorf liegt auf einer Terrasse des Seerückens zwischen Müllheim und Tägerwilen. Zur Ortsgemeinde Sonterswil gehörten die Weiler Gunterswilen (früher Gunterswil) und Hohenrain (oder Hohrain, ab 1812) sowie Sonterswil.

## Geschichte
In Hohenrain wurde Keramik aus der Bronze- und Hallstattzeit gefunden.

→ siehe auch Abschnitt Prähistorische Siedlung Hohenrain im Artikel Wäldi
Sonterswil wurde 1296 als Sundratswile erstmals urkundlich erwähnt. Der Bischof von Konstanz verkaufte dem Kloster Feldbach 1296 einen Hof von Sonterswil. 1460 bis 1798 unterstand Sonterswil als sogenanntes Hohes Gericht dem thurgauischen Landvogt.
Bis 1859 war das reformierte Sonterswil nach Wigoltingen kirchgenössig, seither gehört es zur Kirchgemeinde Lipperswil. Gunterswilen und Hohrain wechselten 1949 von der Kirchgemeinde Ermatingen zu jener von Wäldi. 1801 bis 2004 besass Sonterswil eine Schule, die es ab 1845 mit Hefenhausen, ab 1853 auch mit Engwilen teilte. Seit 2005 gehört Sonterswil zur Volksschulgemeinde Wigoltingen.
Der Ackerbau im Dreizelgensystem hielt sich bis ins 19. Jahrhundert, daneben wurden Obst- und Wiesenbau sowie Milchwirtschaft betrieben. Um 1835 war in Sonterswil die Stickerei der Gebrüder Ebinger mit zehn Beschäftigten tätig.

## Wappen

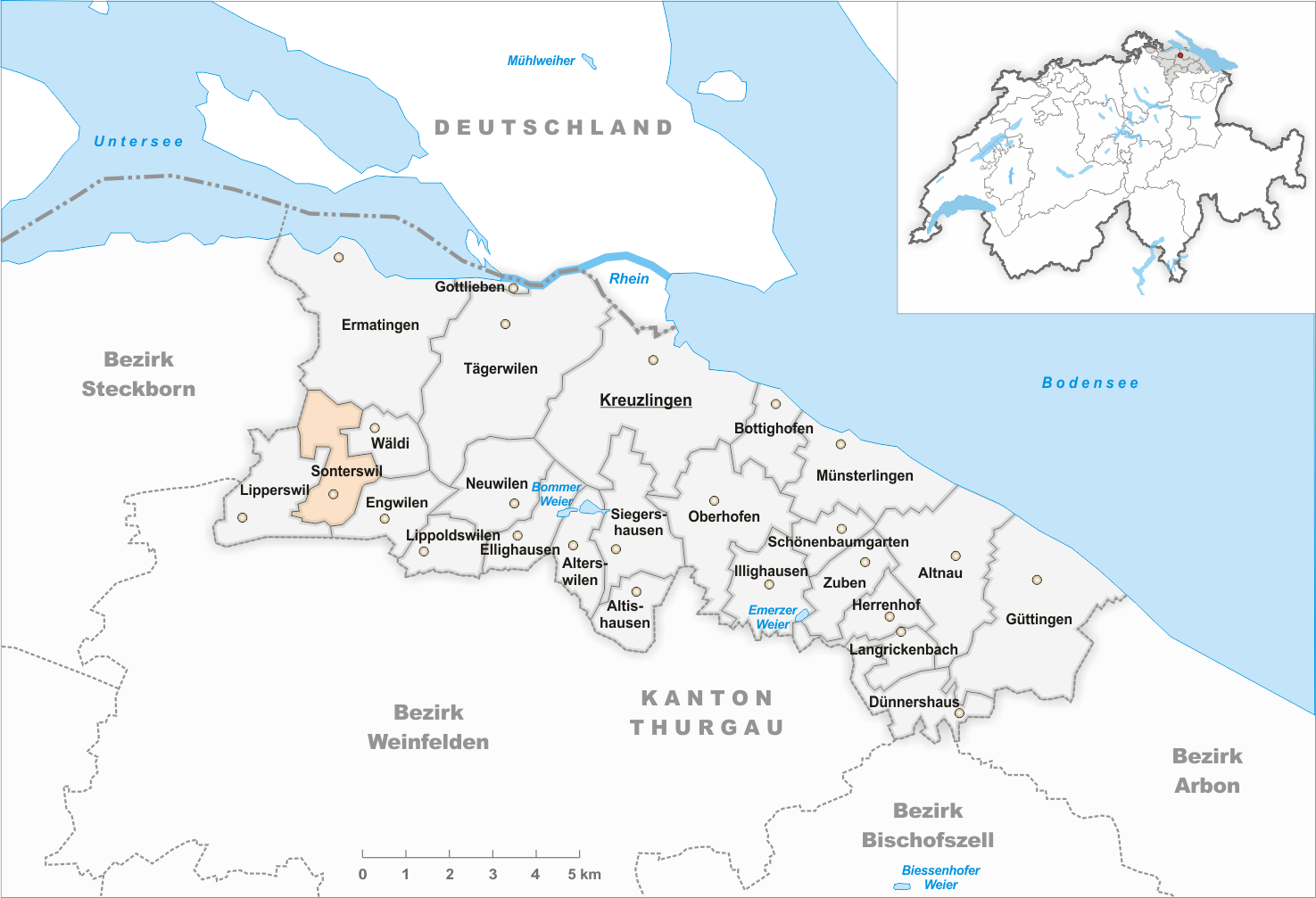
Gemeindestand vor der Fusion im Jahr 1995

Das Wappen zeigt die Löwen des Klosters Feldbach und der Landvogtei Thurgau und trägt die Farben des Bischofs von Konstanz.

## Bevölkerung
| Jahr         | 1850  | 1900  | 1950  | 1990  | 2010  | 2018  | 2023  |
| Ortsgemeinde | 233   | 182   | 207   | 171   |       |       |       |
| Ortschaft    |       |       |       |       | 115   | 131   | 157   |
| Quelle       | [ 4 ] | [ 4 ] | [ 4 ] | [ 4 ] | [ 6 ] | [ 2 ] | [ 7 ] |

Von den insgesamt 157 Einwohnern der Ortschaft Sonterswil am 31. Dezember 2023 waren 40 bzw. 25,5 % ausländische Staatsbürger. 62 (39,5 %) waren evangelisch-reformiert und 32 (20,4 %) römisch-katholisch.

## Sehenswürdigkeiten

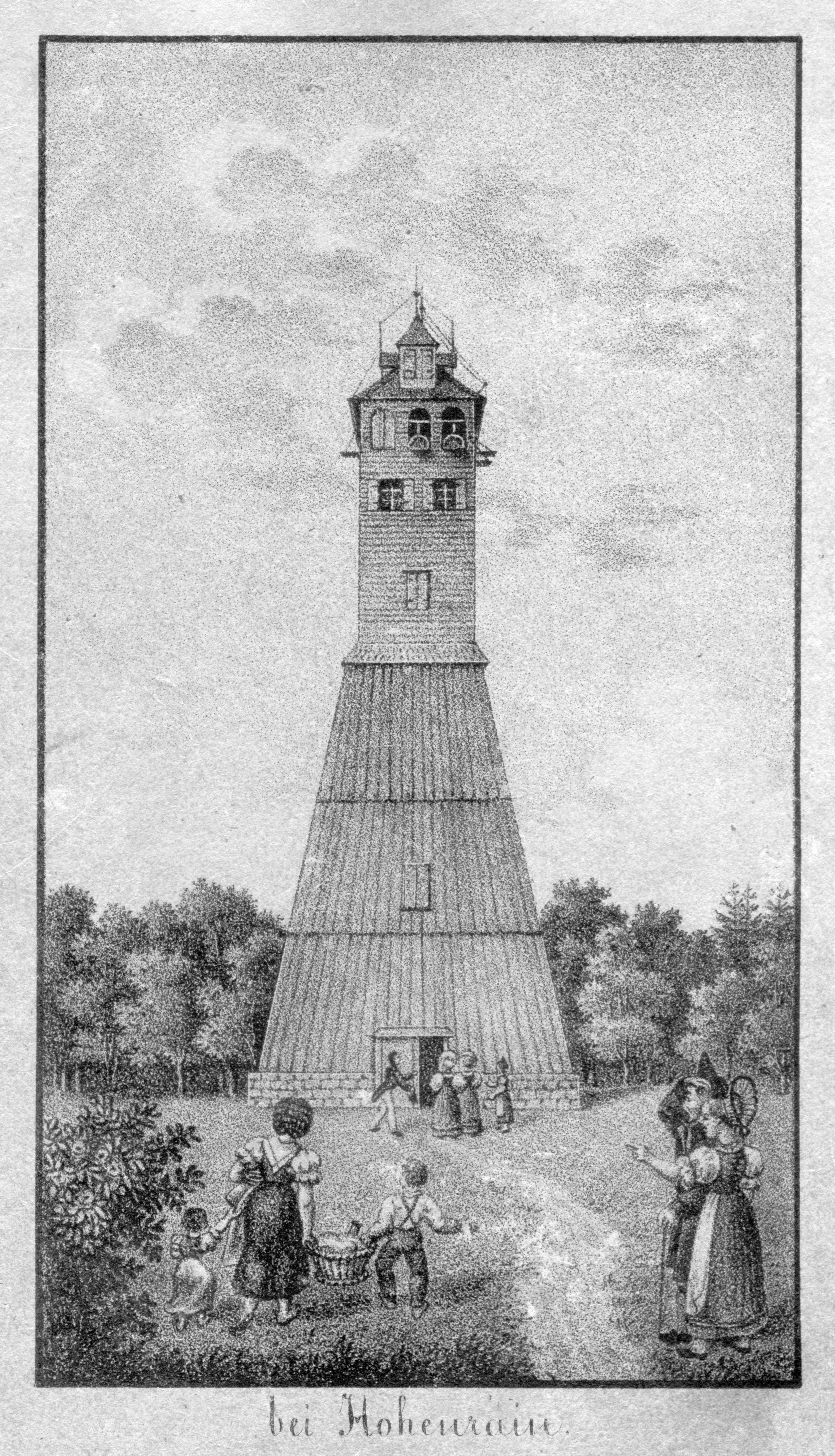
Aussichtsturm bei Hohenrain, 1830

1829 bis 1855 stand bei Hohenrain ein Aussichtsturm, dessen Bau angeblich von Louis Napoleon initiiert wurde.
Seit 2017 steht an fast gleicher Stelle der 40 Meter hohe Napoleonturm.

## Bilder

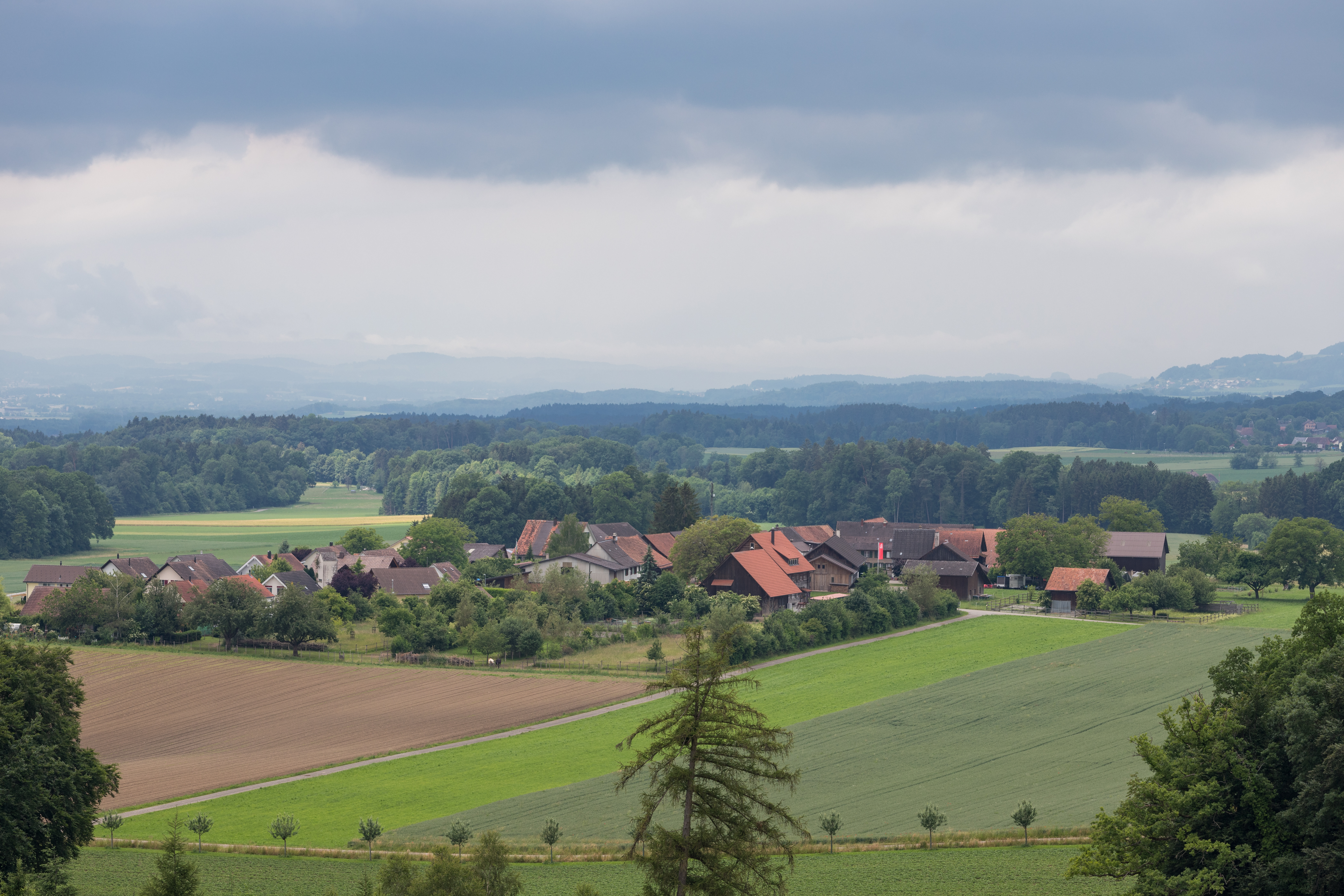
Blick auf Gunterswilen
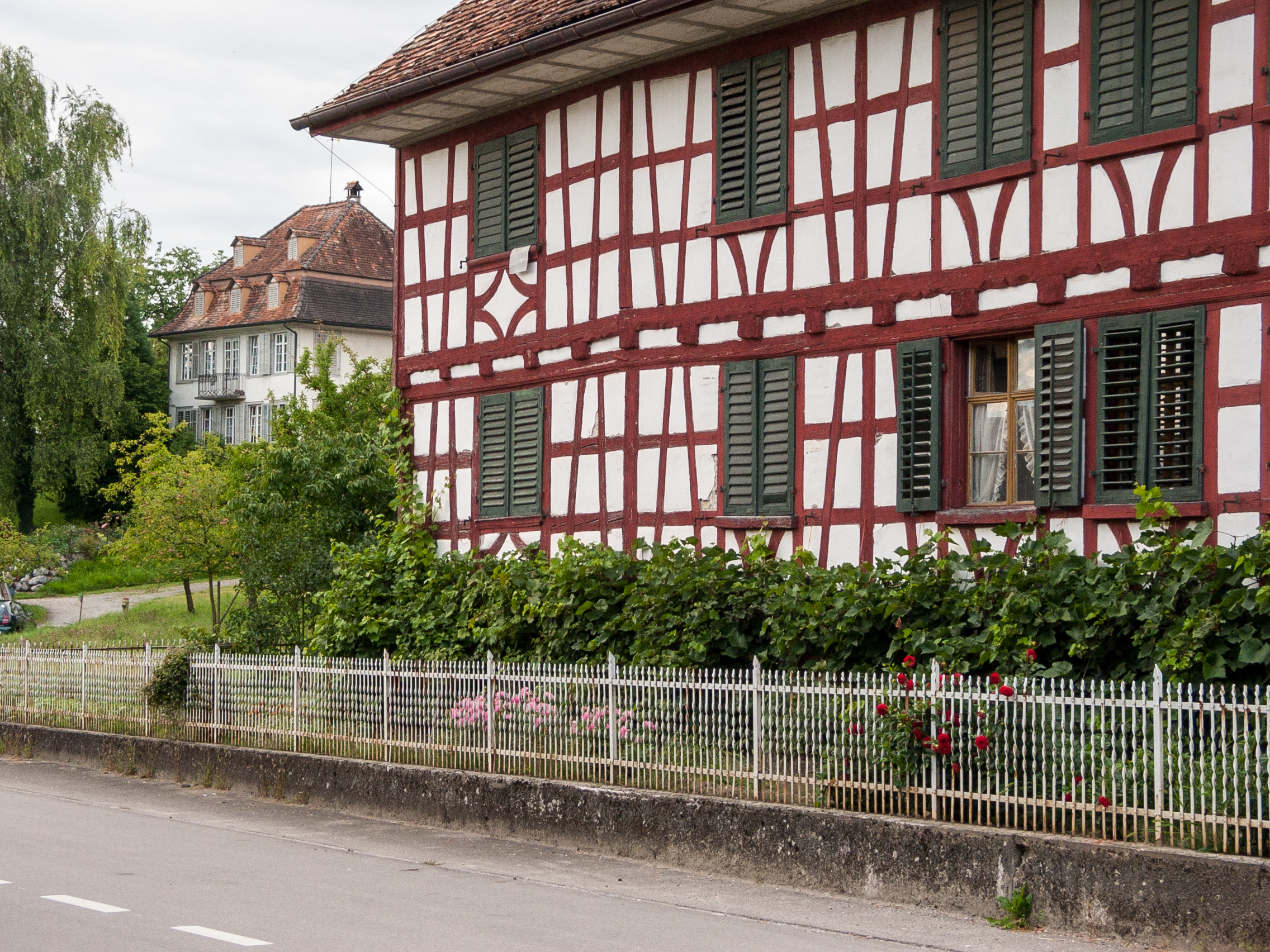
Schulstrasse, links das «Schlössli»
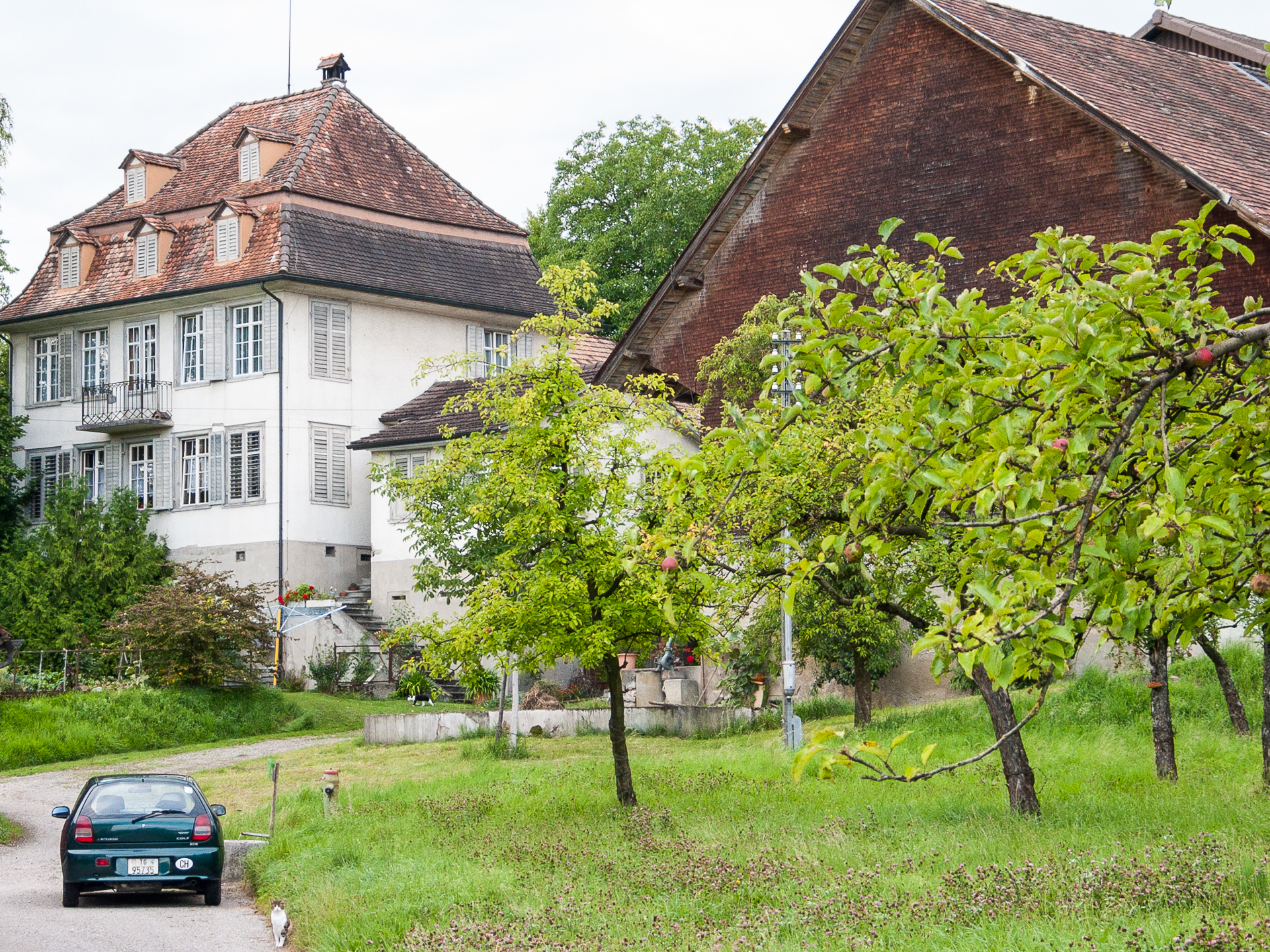
«Schlössli», Höhenweg 10
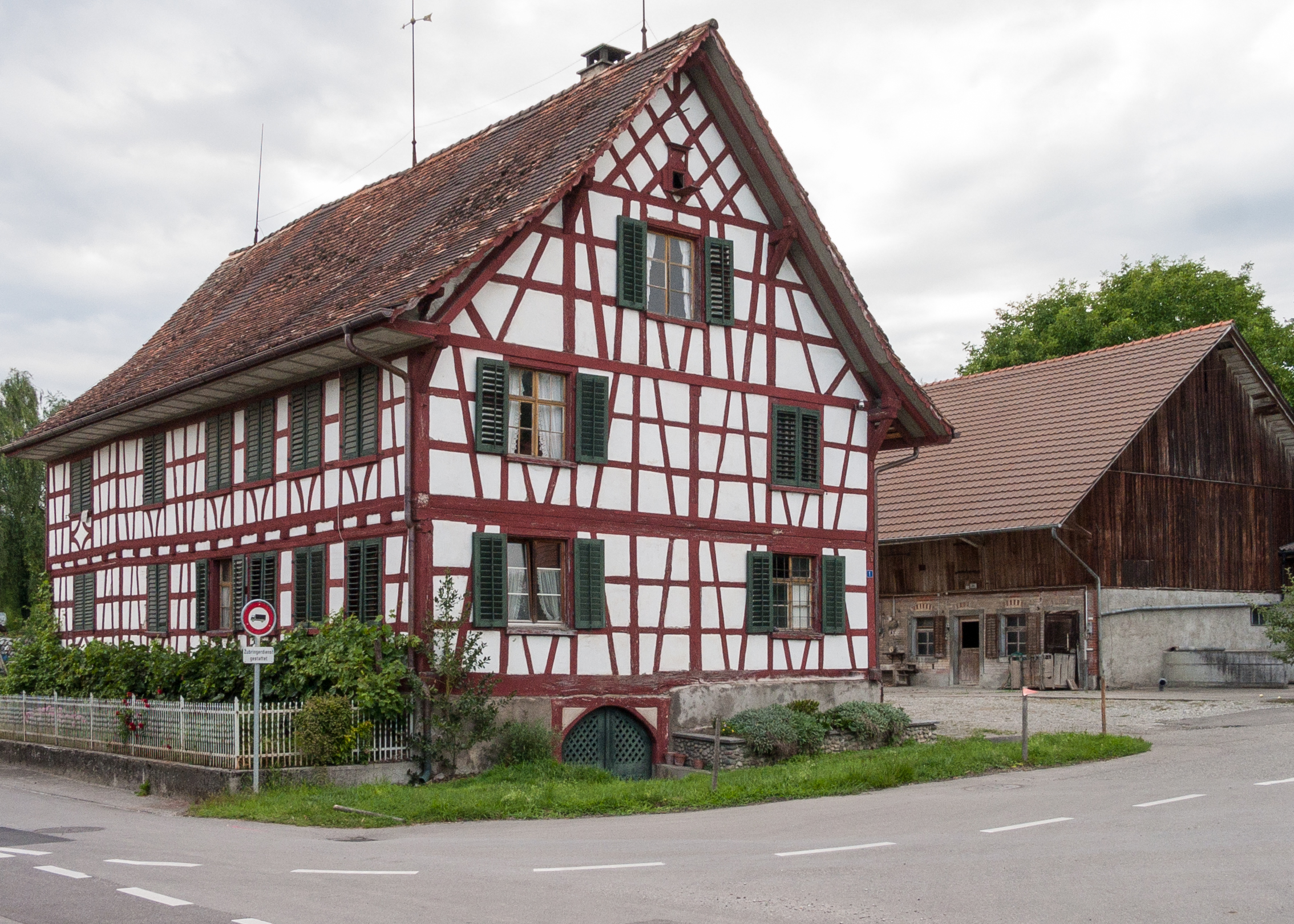
Bauernhaus Gunterswilerstrasse 1